# Georges Bereta
Pour les articles homonymes, voir Bereta.

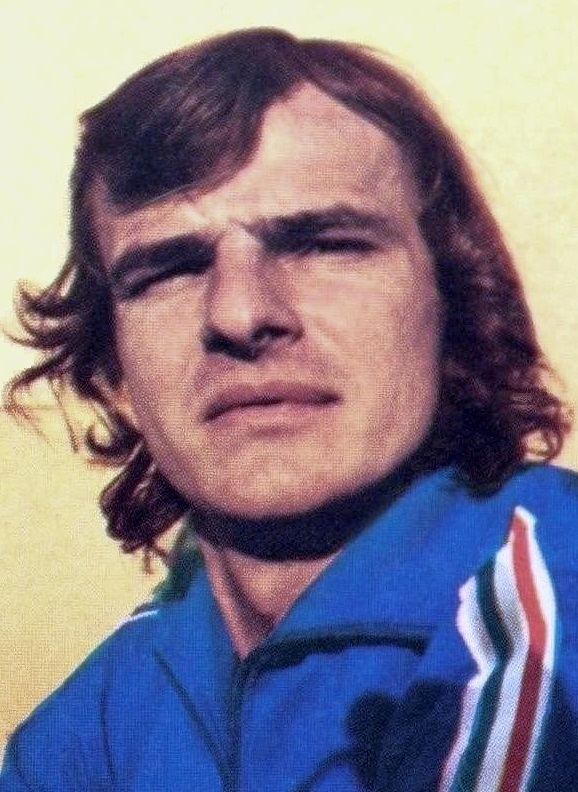
Georges Bereta en 1974.

Georges Bereta, né le 11 mai 1946 à Saint-Étienne, et mort le 4 juillet 2023 à L'Étrat, est un footballeur international français. Il joue au poste de milieu offensif gauche du milieu des années 1960 à la fin des années 1970.
Formé à l'AS Saint-Étienne, Bereta remporte six titres de champion de France et trois Coupes de France avec les Verts. Il est transféré en janvier 1975 à l'Olympique de Marseille avec lequel il remporte une nouvelle Coupe.
En équipe de France, il compte quarante-quatre sélections pour quatre buts marqués. Il est également à douze reprises capitaine des Bleus.

## Biographie

### Saint-Étienne (1966-1974)
Fils d'un émigré polonais, Georges Bereta grandit à Fontanès. Il rejoint en minime l'AS Saint-Étienne. Avec les juniors stéphanois, il dispute la finale de la Coupe Gambardella en 1964 face au Stade de Reims. Les Stéphanois s'inclinent sur le score de quatre buts à trois.
Associé à l'aventure de la grande équipe de St-Étienne, il rejoint cependant Marseille à l'inter saison (janvier 1975). C'est le président Roger Rocher qui le transfère malgré lui pour raison pécuniaire; ainsi il ne participe donc pas à l'épopée menant les Verts en finale de la Coupe d'Europe des Clubs Champions, en mai 1976.
Georges Bereta a principalement ressenti de l’amertume et de l'incompréhension vis-à-vis de ses dirigeants. Il est, durant cette période, la star du club ainsi que le capitaine de l'équipe et ne comprend pas que son entraîneur, Robert Herbin ne lui apporte aucun soutien et donne le feu vert sportif au président en lui confiant qu'il a dans son effectif des joueurs capables de remplacer Georges Bereta en cas de départ.

#### L'affaire Bereta
Au sortir de la Seconde Guerre mondiale, le football professionnel français est réformé et dispose notamment du "contrat à vie" qui lie un joueur à son club jusqu'à ses trente-cinq ans, âge qui correspond d'une manière générale à la fin de carrière. En 1963, une contestation des joueurs menée par Just Fontaine sont les prémices qui aboutissent en 1969 à la mise en place des "contrats à temps" qui s'apparentent à des CDD et permettent au joueur une fois le contrat expiré de choisir de prolonger ou de quitter le club sans l'accord du président, unique décideur jusqu'alors. Lors de la saison 1972-1973, les présidents de club décident sans compromis de revenir au "contrat à vie" et cela conduit à une grève des joueurs en décembre 1972.
Cette liberté de choix amène à des transferts de joueur de Saint-Étienne vers Marseille, les deux clubs phares du football français lors des années 1970. Ces transferts interviennent en fin de saison comme Bernard Bosquier ou Salif Keita ou en milieu de saison comme Georges Bereta. Le point de vue du grand public vis à vis de ces transferts est réticent et ces départs sont , au mieux considérés avec incompréhension, ou, au pire, vus comme des trahisons. La presse sportive entretient ces affaires en en faisant les unes de ces titres.
L'affaire Bereta désigne l'ensemble des faits entourant le transfert de Georges Bereta de l'AS Saint-Étienne vers l'Olympique de Marseille. L'affaire débute par les tractations entre les deux présidents de club en novembre 1974 et se termine le 6 janvier 1975 lors de l'officialisation du transfert.

« Je suis devenu le premier joueur français transféré au mercato. »

— Georges Bereta
Fin novembre, le président de l'OM, Fernand Méric et le président stéphanois, Roger Rocher, trouvent un accord pour le transfert du joueur sans consulter Georges Bereta. Il s'ensuit dès lors un feuilleton entretenu par la presse sur l'avenir du joueur. Georges Bereta souhaite avant tout rester à Saint-Étienne mais son président accepte sans hésitation la somme de 500 000 francs proposée par l'OM pour le transfert du fait que le club stéphanois connaît des difficultés financières. Début janvier 1975, le joueur est officiellement marseillais.

### Retraite
Après sa carrière il revient prendre sa retraite dans la région stéphanoise. Il fonde en 1984 l’Amicale des Anciens Verts. Il intègre rapidement le secteur de la formation du club et devient ensuite membre du Conseil d’Administration. En 2013, à l’occasion des 80 ans du club, il est nommé Ambassadeur à vie de l’ASSE. 
Il est consultant pour Onzéo, la chaîne que l'ASSE partage avec le RC Lens.
En décembre 2007, il est un des membres fondateurs du Comité de Soutien de Michel Thiollière pour les élections municipales de mars 2008.
Il meurt à 77 ans des suites de la maladie de Charcot, le 4 juillet 2023 à L'Étrat,.

## Palmarès

### En club
- Champion de France en 1967, 1968, 1969, 1970, 1974 et 1975 avec l'AS Saint-Étienne
- Vainqueur de la Coupe de France en 1968, 1970, 1974 avec l'AS Saint-Étienne et en 1976 avec l'Olympique de Marseille
- Vainqueur du Challenge des Champions en 1967, 1968 et 1969 avec l'AS Saint-Étienne
- Vice-champion de France en 1971 avec l'AS Saint-Étienne et en 1975 avec l'Olympique de Marseille
- Finaliste du Challenge des Champions en 1970 avec l'AS Saint-Étienne
- Finaliste de la Coupe Gambardella en 1964 avec l'AS Saint-Étienne

### En équipe de France
- 44 sélections entre 1967 et 1975

### Distinctions individuelles
- Élu Joueur français de l'année en 1973 et 1974 par France Football

- En 2022, le magazine So Foot le classe dans le top 1000 des meilleurs joueurs du championnat de France, à la 43e place[9].